# 6483 Nikolajvasilʹev
6483 Nikolajvasilʹev è un asteroide della fascia principale. Scoperto nel 1990, presenta un'orbita caratterizzata da un semiasse maggiore pari a 2,5476653 UA e da un'eccentricità di 0,1525338, inclinata di 5,32108° rispetto all'eclittica.